# RS-27A
RS-27A je raketový motor střední velikosti vyvinutý společností Rocketdyne, jako pohon pro první stupeň raket Delta II a Delta III. Vývoj začal v roce 1987 a první let se konal roku 1989. Jako palivo slouží směs RP-1 a tekutého kyslíku. Využívá otevřeného cyklu, tzn. část paliva je spálena a takto vzniklá energie je využita pro pohon palivového čerpadla. 
RS-27A je vylepšenou verzí staršího motoru RS-27 používaného u starších typů raket Delta, oproti němu má zvětšený expanzní poměr trysky z 8:1 na 12:1, což zvyšuje jeho účinnost ve větších výškách. Spalovací komora je chlazena cirkulací paliva skrz 292 kanálků ve stěnách komory. Motor se vyznačuje vysokou spolehlivostí.